# 2023-as Formula–1 monacói nagydíj
A monacói nagydíj volt a 2023-as Formula–1 világbajnokság hatodik futama, amelyet 2023. május 26. és május 28. között rendeztek meg a monacói városi pályán, Monte-Carlóban.

## Választható keverékek
| Abroncs              | Friss | Használt |
| -------------------- | ----- | -------- |
| Kemény keverék (C3)  |       |          |
| Közepes keverék (C4) |       |          |
| Lágy keverék (C5)    |       |          |
| Átmeneti esőgumi (I) |       |          |
| Teljes esőgumi (W)   |       |          |

## Szabadedzések

### Első szabadedzés
A monacói nagydíj első szabadedzését május 26-án, pénteken délután tartották, magyar idő szerint 13:30-tól.
| helyezés | versenyző        | csapat/motor          | elért idő | különbség | futott kör |
| -------- | ---------------- | --------------------- | --------- | --------- | ---------- |
| 1        | Carlos Sainz Jr. | Ferrari               | 1:13,372  | −         | 26         |
| 2        | Fernando Alonso  | Aston Martin-Mercedes | 1:13,710  | +0,338    | 28         |
| 3        | Lewis Hamilton   | Mercedes              | 1:14,035  | +0,663    | 27         |
| 4        | Sergio Pérez     | Red Bull-Honda RBPT   | 1:14,038  | +0,666    | 27         |
| 5        | Charles Leclerc  | Ferrari               | 1:14,093  | +0,721    | 24         |
| 6        | Max Verstappen   | Red Bull-Renault RBPT | 1:14,244  | +0,872    | 26         |
| 7        | Lando Norris     | McLaren-Mercedes      | 1:14,467  | +1,095    | 25         |
| 8        | Esteban Ocon     | Alpine-Renault        | 1:14,585  | +1,213    | 29         |
| 9        | Lance Stroll     | Aston Martin-Mercedes | 1:14,653  | +1,281    | 28         |
| 10       | Alexander Albon  | Williams-Mercedes     | 1:14,666  | +1,294    | 32         |
| 11       | Valtteri Bottas  | Alfa Romeo-Ferrari    | 1:14,718  | +1,346    | 29         |
| 12       | Kevin Magnussen  | Haas-Ferrari          | 1:14,725  | +1,353    | 29         |
| 13       | Cunoda Júki      | AlphaTauri-Honda RBPT | 1:14,820  | +1,448    | 29         |
| 14       | Pierre Gasly     | Alpine-Renault        | 1:14,866  | +1,494    | 30         |
| 15       | George Russell   | Mercedes              | 1:15,066  | +1,694    | 24         |
| 16       | Nyck de Vries    | AlphaTauri-Honda RBPT | 1:15,083  | +1,711    | 33         |
| 17       | Oscar Piastri    | McLaren-Mercedes      | 1:15,192  | +1,820    | 32         |
| 18       | Logan Sargeant   | Williams-Mercedes     | 1:15,557  | +2,185    | 30         |
| 19       | Csou Kuan-jü     | Alfa Romeo-Ferrari    | 1:15,684  | +2,312    | 25         |
| 20       | Nico Hülkenberg  | Haas-Ferrari          | 1:15,785  | +2,413    | 17         |

### Második szabadedzés
A monacói nagydíj második szabadedzését május 26-án, pénteken délután tartották, magyar idő szerint 17:00-tól.
| helyezés | versenyző        | csapat/motor          | elért idő | különbség | futott kör |
| -------- | ---------------- | --------------------- | --------- | --------- | ---------- |
| 1        | Max Verstappen   | Red Bull-Honda RBPT   | 1:12,462  | −         | 30         |
| 2        | Charles Leclerc  | Ferrari               | 1:12,527  | +0,065    | 33         |
| 3        | Carlos Sainz Jr. | Ferrari               | 1:12,569  | +0,107    | 22         |
| 4        | Fernando Alonso  | Aston Martin-Mercedes | 1:12,682  | +0,220    | 32         |
| 5        | Lando Norris     | McLaren-Mercedes      | 1:12,906  | +0,444    | 18         |
| 6        | Lewis Hamilton   | Mercedes              | 1:12,960  | +0,498    | 29         |
| 7        | Sergio Pérez     | Red Bull-Honda RBPT   | 1:12,991  | +0,529    | 30         |
| 8        | Valtteri Bottas  | Alfa Romeo-Ferrari    | 1:13,050  | +0,588    | 33         |
| 9        | Pierre Gasly     | Alpine-Renault        | 1:13,089  | +0,627    | 28         |
| 10       | Esteban Ocon     | Alpine-Renault        | 1:13,162  | +0,700    | 30         |
| 11       | Lance Stroll     | Aston Martin-Mercedes | 1:13,185  | +0,723    | 31         |
| 12       | George Russell   | Mercedes              | 1:13,191  | +0,729    | 32         |
| 13       | Csou Kuan-jü     | Alfa Romeo-Ferrari    | 1:13,354  | +0,892    | 32         |
| 14       | Kevin Magnussen  | Haas-Ferrari          | 1:13,457  | +0,995    | 28         |
| 15       | Nico Hülkenberg  | Haas-Ferrari          | 1:13,520  | +1,058    | 33         |
| 16       | Cunoda Júki      | AlphaTauri-Honda RBPT | 1:13,641  | +1,179    | 22         |
| 17       | Nyck de Vries    | AlphaTauri-Honda RBPT | 1:13.663  | +1,201    | 34         |
| 18       | Oscar Piastri    | McLaren-Mercedes      | 1:13,673  | +1,211    | 30         |
| 19       | Alexander Albon  | Williams-Mercedes     | 1:14,217  | +1,755    | 10         |
| 20       | Logan Sargeant   | Williams-Mercedes     | 1:14,238  | +1,776    | 33         |

### Harmadik szabadedzés
A monacói nagydíj harmadik szabadedzését május 27-én, szombaton délután tartották, magyar idő szerint 12:30-tól.
| helyezés | versenyző        | csapat/motor          | elért idő | különbség | futott kör |
| -------- | ---------------- | --------------------- | --------- | --------- | ---------- |
| 1        | Max Verstappen   | Red Bull-Honda RBPT   | 1:12,776  | −         | 19         |
| 2        | Sergio Pérez     | Red Bull-Honda RBPT   | 1:12,849  | +0,073    | 24         |
| 3        | Lance Stroll     | Aston Martin-Mercedes | 1:12,942  | +0,166    | 20         |
| 4        | Carlos Sainz Jr. | Ferrari               | 1:13,261  | +0,485    | 20         |
| 5        | Lando Norris     | McLaren-Mercedes      | 1:13,396  | +0,620    | 21         |
| 6        | Pierre Gasly     | Alpine-Renault        | 1:13,453  | +0,677    | 24         |
| 7        | Charles Leclerc  | Ferrari               | 1:13,475  | +0,699    | 19         |
| 8        | Lewis Hamilton   | Mercedes              | 1:13,486  | +0,710    | 17         |
| 9        | Esteban Ocon     | Alpine-Renault        | 1:13,496  | +0,720    | 18         |
| 10       | Valtteri Bottas  | Alfa Romeo-Ferrari    | 1:13,521  | +0,745    | 20         |
| 11       | George Russell   | Mercedes              | 1:13,590  | +0,814    | 18         |
| 12       | Kevin Magnussen  | Haas-Ferrari          | 1:13,624  | +0,848    | 13         |
| 13       | Nico Hülkenberg  | Haas-Ferrari          | 1:13,650  | +0,874    | 16         |
| 14       | Fernando Alonso  | Aston Martin-Mercedes | 1:13,697  | +0,921    | 18         |
| 15       | Cunoda Júki      | AlphaTauri-Honda RBPT | 1:13,738  | +0,962    | 21         |
| 16       | Csou Kuan-jü     | Alfa Romeo-Ferrari    | 1:13,772  | +0,996    | 20         |
| 17       | Logan Sargeant   | Williams-Mercedes     | 1:13,851  | +1,075    | 19         |
| 18       | Alexander Albon  | Williams-Mercedes     | 1:13,930  | +1,154    | 23         |
| 19       | Oscar Piastri    | McLaren-Mercedes      | 1:13,998  | +1,222    | 18         |
| 20       | Nyck de Vries    | AlphaTauri-Honda RBPT | 1:14,187  | +1,411    | 24         |

## Időmérő edzés
A monacói nagydíj időmérő edzését május 27-én, szombat délután tartották, magyar idő szerint 16:00-tól.
| helyezés              | rajtszám | versenyző        | csapat/motor          | 1. rész  | 2. rész  | 3. rész  | rajthely | futott kör |
| --------------------- | -------- | ---------------- | --------------------- | -------- | -------- | -------- | -------- | ---------- |
| 1                     | 1        | Max Verstappen   | Red Bull-Honda RBPT   | 1:12,386 | 1:11,908 | 1:11,365 | 1        | 30         |
| 2                     | 14       | Fernando Alonso  | Aston Martin-Mercedes | 1:12,886 | 1:12,107 | 1:11,449 | 2        | 25         |
| 3                     | 16       | Charles Leclerc  | Ferrari               | 1:12,912 | 1:12,103 | 1:11,471 | 6[a]     | 26         |
| 4                     | 31       | Esteban Ocon     | Alpine-Renault        | 1:12,967 | 1:12,248 | 1:11,553 | 3        | 26         |
| 5                     | 55       | Carlos Sainz Jr. | Ferrari               | 1:12,717 | 1:12,210 | 1:11,630 | 4        | 28         |
| 6                     | 44       | Lewis Hamilton   | Mercedes              | 1:12,872 | 1:12,156 | 1:11,725 | 5        | 30         |
| 7                     | 10       | Pierre Gasly     | Alpine-Renault        | 1:13,033 | 1:12,169 | 1:11,933 | 7        | 25         |
| 8                     | 63       | George Russell   | Mercedes              | 1:12,769 | 1:12,151 | 1:11,964 | 8        | 29         |
| 9                     | 22       | Cunoda Júki      | AlphaTauri-Honda RBPT | 1:12,642 | 1:12,249 | 1:12,082 | 9        | 29         |
| 10                    | 4        | Lando Norris     | McLaren-Mercedes      | 1:12,877 | 1:12,377 | 1:12,254 | 10       | 23         |
| 11                    | 81       | Oscar Piastri    | McLaren-Mercedes      | 1:13,006 | 1:12,395 |          | 11       | 22         |
| 12                    | 21       | Nyck de Vries    | AlphaTauri-Honda RBPT | 1:13,054 | 1:12,428 |          | 12       | 20         |
| 13                    | 23       | Alexander Albon  | Williams-Mercedes     | 1:12,706 | 1:12,527 |          | 13       | 19         |
| 14                    | 18       | Lance Stroll     | Aston Martin-Mercedes | 1:12,722 | 1:12,623 |          | 14       | 19         |
| 15                    | 77       | Valtteri Bottas  | Alfa Romeo-Ferrari    | 1:13,038 | 1:12,625 |          | 15       | 22         |
| 16                    | 2        | Logan Sargeant   | Williams-Mercedes     | 1:13,113 |          |          | 16       | 13         |
| 17                    | 20       | Kevin Magnussen  | Haas-Ferrari          | 1:13,270 |          |          | 17       | 9          |
| 18                    | 27       | Nico Hülkenberg  | Haas-Ferrari          | 1:13,279 |          |          | 18       | 8          |
| 19                    | 24       | Csou Kuan-jü     | Alfa Romeo-Ferrari    | 1:13,523 |          |          | 19       | 13         |
| 20                    | 11       | Sergio Pérez     | Red Bull-Honda RBPT   | 1:13,850 |          |          | 20       | 4          |
| 107%-os idő: 1:17,453 |          |                  |                       |          |          |          |          |            |

Megjegyzések:
- ↑ a:  — Charles Leclerc 3 rajthelyes büntetést kapott, mivel feltartotta a Q3-ban a gyors körét teljesítő Lando Norrist.[3]

## Futam
A monacói nagydíj futamát május 28-án, vasárnap délután tartották, magyar idő szerint 15:00-kor.
| helyezés | rajtszám | versenyző        | csapat/motor          | futott kör | idő/kiesés oka   | rajthely | pont  |
| -------- | -------- | ---------------- | --------------------- | ---------- | ---------------- | -------- | ----- |
| 1        | 1        | Max Verstappen   | Red Bull-Honda RBPT   | 78         | 1:48:51,980      | 1        | 25    |
| 2        | 14       | Fernando Alonso  | Aston Martin-Mercedes | 78         | +27,921          | 2        | 18    |
| 3        | 31       | Esteban Ocon     | Alpine-Renault        | 78         | +36,990          | 3        | 15    |
| 4        | 44       | Lewis Hamilton   | Mercedes              | 78         | +39,062          | 5        | 13[a] |
| 5        | 63       | George Russell   | Mercedes              | 78         | +56,284[b]       | 8        | 10    |
| 6        | 16       | Charles Leclerc  | Ferrari               | 78         | +1:01,890        | 6        | 8     |
| 7        | 10       | Pierre Gasly     | Alpine-Renault        | 78         | +1:02,362        | 7        | 6     |
| 8        | 55       | Carlos Sainz Jr. | Ferrari               | 78         | +1:03,391        | 4        | 4     |
| 9        | 4        | Lando Norris     | McLaren-Mercedes      | 77         | +1 kör           | 10       | 2     |
| 10       | 81       | Oscar Piastri    | McLaren-Mercedes      | 77         | +1 kör           | 11       | 1     |
| 11       | 77       | Valtteri Bottas  | Alfa Romeo-Ferrari    | 77         | +1 kör           | 15       |       |
| 12       | 21       | Nyck de Vries    | AlphaTauri-Honda RBPT | 77         | +1 kör           | 12       |       |
| 13       | 24       | Csou Kuan-jü     | Alfa Romeo-Ferrari    | 77         | +1 kör           | 19       |       |
| 14       | 23       | Alexander Albon  | Williams-Mercedes     | 77         | +1 kör           | 13       |       |
| 15       | 22       | Cunoda Júki      | AlphaTauri-Honda RBPT | 76         | +2 kör           | 9        |       |
| 16       | 11       | Sergio Pérez     | Red Bull-Honda RBPT   | 76         | +2 kör           | 20       |       |
| 17       | 27       | Nico Hülkenberg  | Haas-Ferrari          | 76         | +2 kör[c]        | 18       |       |
| 18       | 2        | Logan Sargeant   | Williams-Mercedes     | 76         | +2 kör[d]        | 16       |       |
| 19[e]    | 20       | Kevin Magnussen  | Haas-Ferrari          | 71         | baleseti sérülés | 17       |       |
| Ki       | 18       | Lance Stroll     | Aston Martin-Mercedes | 53         | baleset          | 14       |       |

Megjegyzések:
- ↑ a:  Lewis Hamilton a helyezéséért járó pontok mellett a versenyben futott leggyorsabb körért további 1 pontot szerzett.
- ↑ b:  George Russell 5 másodperces büntetést kapott, miután veszélyesen tért vissza a pályára és összeütközött Sergio Pérezzel, de a büntetés nem befolyásolta a helyezését.[4]
- ↑ c:  Nico Hülkenberg a 16. helyen végzett, de 10 másodperces időbüntetést kapott az előző büntetésének rossz letöltéséért, így a 17. helyre esett vissza.[5]
- ↑ d:  Logan Sargeant 5 másodperces büntetést kapott, kapott a boxutcában való gyorshajtásért, de a büntetés nem befolyásolta a helyezését.[6]
- ↑ e:  Kevin Magnussen nem fejezte be a futamot, de helyezését értékelték, mivel a versenytáv több, mint 90%-át teljesítette.

## A világbajnokság állása a verseny után
| H   | Versenyzők       | Pont | H   | Konstruktőrök         | Pont |
| --- | ---------------- | ---- | --- | --------------------- | ---- |
| 1.  | Max Verstappen   | 144  | 1.  | Red Bull-Honda RBPT   | 249  |
| 2.  | Sergio Pérez     | 105  | 2.  | Aston Martin-Mercedes | 120  |
| 3.  | Fernando Alonso  | 93   | 3.  | Mercedes              | 119  |
| 4.  | Lewis Hamilton   | 69   | 4.  | Ferrari               | 90   |
| 5.  | George Russell   | 50   | 5.  | Alpine-Renault        | 35   |
| 6.  | Carlos Sainz Jr. | 48   | 6.  | McLaren-Mercedes      | 17   |
| 7.  | Charles Leclerc  | 42   | 7.  | Haas-Ferrari          | 8    |
| 8.  | Lance Stroll     | 27   | 8.  | Alfa Romeo-Ferrari    | 6    |
| 9.  | Esteban Ocon     | 21   | 9.  | AlphaTauri-Honda RBPT | 2    |
| 10. | Pierre Gasly     | 14   | 10. | Williams-Mercedes     | 1    |

(A teljes táblázat)

## Statisztikák
- Vezető helyen:
  - Max Verstappen: 78 kör (1–78.)
- Max Verstappen 39. futamgyőzelme és a 23. pole-pozíciója.
- Lewis Hamilton 62. versenyben futott leggyorsabb köre.
- A Red Bull Racing 98. futamgyőzelme.
- Max Verstappen 83., Fernando Alonso 103., Esteban Ocon 3. dobogós helyezése.
- A Haas 150. Formula–1-es nagydíja.[7]
- Az Alpine 50. Formula–1-es nagydíja.[8]